# Florian Fromlowitz
Florian Fromlowitz (født 2. juli 1986 i Kaiserslautern, Vesttyskland) er en tysk fodboldspiller, der spillede som målmand hos blandt andet Kaiserslautern, Hannover 96 og Dynamo Dresden.

## Landshold
Fromlowitz nåede ingen kampe for Tysklands A-landshold, men optrådte adskillige gange for landets U-21 og U-16 hold.